# Viento paracas
Los vientos paracas o simplemente la paraca, son vientos característicos de la región Ica, en la costa central del Perú. La región de Ica se caracteriza por ser la parte de la costa del Perú más ventosa debido a su relieve de baja altitud y sin cadenas montañosas que bloqueen los vientos alisios provenientes del sur. Estos vientos se denominan específicamente "paracas" cuando los vientos alisios son particularmente intensos, creando neblinas o tormentas de polvo y arena provenientes del desierto de Ica. El término "paracas" proviene del quechua paraqa, de páraq 'pluvial' (Diccionario de la Real Academia Española de la Lengua). 
La intensidad del viento puede producir la pérdida parcial o total de la visibilidad horizontal, lo que perjudica diversas actividades como el transporte terrestre, el comercio, el turismo, afectando por ejemplo la visita de las líneas de Nazca en avioneta, y también afecta la salud humana, por lo que es importante su pronóstico meteorológico oportuno y anticipado. Los vientos sostenidos pueden tener una intensidad de 50 o 60km/h, con eventual presencia de torbellinos y ráfagas breves que pueden llegar a 90km/h, las cuales pueden llegar a derribar árboles y a desprender techos livianos de las viviendas. En ocasiones, este tipo de vientos pueden afectar otras regiones de la costa peruana. Se presentan usualmente en invierno, de agosto a octubre, aunque también se han observado el resto del año.